# Лі Ґармс
Лі Ґармс (англ. Lee Garmes; 27 травня 1898, Піорія — 31 серпня 1978, Лос-Анджелес) — американський кінооператор.

## Білографія
Народився в Пеорії, штат Іллінойс. За час своєї кар'єри він працював з такими режисерами, як Говард Гоукс, Макс Офюльс, Джозеф фон Штернберг, Альфред Гічкок, Кінг Відор, Ніколас Рей і Генрі Гетевей, з якими він познайомився в юності, коли вперше приїхав до Голлівуду в епоху німого кіно. Ґармс був одружений з кіноактрисою Рут Хол з 1933 року до своєї смерті в 1978 році, він похований на кладовищі в Глендейлі, штат Каліфорнія.

## Вибрана фільмографія
- 1919: Вдома нікого / Nobody Home
- 1927: Приватне життя Єлени Троянської / The Private Life of Helen of Troy
- 1928: Зазивало / The Barker
- 1929: Дізраелі / Disraeli
- 1930: Вупі! / Whoopee!
- 1930: Пісня полум'я / The Song of the Flame
- 1930: Марокко / Morocco
- 1931: Американська трагедія / An American Tragedy
- 1932: Ніжна посмішка / Smilin' Through
- 1932: Шанхайський експрес / Shanghai Express
- 1932: Дивна перерва / Strange Interlude
- 1932: Обличчя зі шрамом / Scarface
- 1947: Справа Парадайна / The Paradine Case
- 1962: Пригоди молодого Хемінгуея / Hemingway's Adventures of a Young Man
- 1964: Леді в клітці / Lady in a Cage
- 1968: Як зберегти шлюб і зруйнувати ваше життя / How to Save a Marriage and Ruin Your Life

## Премія «Оскар»

### Перемога
- За найкращу операторську роботу («Шанхайський експрес», 1933)

### Номінація
- За найкращу операторську роботу («Марокко», 1931)
- За найкращу операторську роботу («Великий рибак», 1945)
- За найкращу операторську роботу («З тих пір, як ви пішли», 1960)